# Thomisus trigonus
Thomisus trigonus är en spindelart som beskrevs av Christoph Gottfried Andreas Giebel 1869. Thomisus trigonus ingår i släktet Thomisus och familjen krabbspindlar.
Artens utbredningsområde är Tyskland. Inga underarter finns listade i Catalogue of Life.